# Borgsweer (waterschap)
Borgsweer is een voormalig waterschap in de Nederlandse provincie Groningen.
Het waterschap lag ten westen van Woldendorp, tegen het Termunterzijldiep aan. De noordpunt lag bij de brug in de N992, de oostgrens liep over de voormalige Munsterlaan en de zuidgrens lag even ten noorden van de Heemweg. De molen stond aan het Zijldiep, iets ten zuiden van Kobeetjedraai.
De polder bestond maakte deel uit van het Oterdumerzijlvest, maar werd daar door de aanleg van het Termunterzijldiep in 1601 van afgesneden. Het gebied waterde aanvankelijk via het Oude Maar en een onderleider bij De Knuif uit naar het Oterdumerzijl. Later werd deze vervangen door een klief of klepduiker aan het Zijldiep. In 1863 werd deze polder aan het nieuwe Waterschap Oldambt toegevoegd. Niet lang daarna moet een poldermolen zijn gebouwd. De molen werd verplaatst in 1887 en in 1917 vervangen door een ruwoliemotor.
Waterstaatkundig gezien ligt het gebied sinds 2000 binnen dat van het waterschap Hunze en Aa's.

## Naam
Hoewel het schap naar Borgsweer is genoemd, ligt het er zo'n 2 km vandaan.